# 柴田正良
柴田 正良（しばた まさよし、1953年 - ）は、日本の哲学者。専門は、言語の哲学・行為の哲学・心の哲学・知識の哲学など。非還元主義的な物理主義の立場から、心と脳（物質）の関係を研究する。金沢大学大学院人間社会環境研究科/文学部教授。

## 略歴
- 1953年 大分県生まれ
- 1976年 千葉大学人文学部人文学科卒業
- 1979年 名古屋大学大学院文学研究科博士前期課程修了
- 1982年 博士後期課程単位取得満期退学
- 1986年 中部大学国際関係学部講師
- 1988年 同助教授
- 1989年 金沢大学文学部助教授
- 1998年～99年 ラトガーズ大学認知科学研究所客員研究員
- 2002年 金沢大学文学部教授。

## 著作

### 単著
- 『ロボットの心―7つの哲学物語』　講談社＜講談社現代新書＞ 2001年 ISBN 4-06-149582-8

### 共編
- 『心の科学と哲学―コネクショニズムの可能性』（共編者 戸田山和久, 服部裕幸, 美濃正）　昭和堂　2003年　ISBN 4812203155

### 単訳
- ジェリー・フォーダー、アーネスト・ルポア著 『意味の全体論―ホーリズム、そのお買い物ガイド 』 産業図書 1997年 ISBN 4782801092
- Ｒ．ブルックス著 「表象なしの知能」 青土社 『現代思想』 3月号 1990年

### 共訳
- ハーバート・スピーゲルバーク著 『現象学運動』（共訳者 立松弘孝） 世界書院 2000年 ISBN 4792720729 ISBN 4792720737
- ロバート・ノージック著 『考えることを考える』（共訳者 坂本百大ほか） 青土社 1997年 ISBN 4791756037 ISBN 4791756045
- リチャード・ローティ著 『哲学と自然の鏡』（共訳者 野家啓一ほか） 産業図書 1983年 ISBN 4782800800
- Ｔ．セノウスキ＆ポール・チャーチランド著 「脳と認知」（共訳者 佐伯胖, 土屋俊） 産業図書 『脳科学との接点』 1991年 ISBN 4782800673
- ドナルド・デヴィドソン著 『行為と出来事』（共訳者 服部裕幸） 勁草書房 1989年 ISBN 4326100826
- エルマー・ホーレンシュタイン著 『認知と言語』（共訳者 村田純一） 産業図書 1984年 ISBN 4782800207